# 2020 DD
 (novembre 2024).
Si vous disposez d'ouvrages ou d'articles de référence ou si vous connaissez des sites web de qualité traitant du thème abordé ici, merci de compléter l'article en donnant les références utiles à sa vérifiabilité et en les liant à la section « Notes et références ».
 (février 2020).
2020 DD (désignation temporaire C26TK02) est un astéroïde Apollon ayant une orbite fortement excentrique. mesurant entre 60 et 130 mètres. Il a été découvert le 16 février 2020 par le Mount Lemmon Survey.

## Orbite

### Passage près de Jupiter en 1919
L'astéroïde est passé à 1,044+0,107
 −0,103 unité astronomique (156,1+16,0
 −15,5 millions de kilomètres) de Jupiter vers le 12 avril 1919 (± 3 jours).

### Passage près de Jupiter en 2014
L'astéroïde est passé à 0,480+0,212
 −0,183 unité astronomique (71,7+31,8
 −28,8 millions de kilomètres) de Jupiter vers le 29 mars 2014 (± 8 jours).

### Passage près de la Terre et de la Lune en 2020
Le 17 février 2020, l'orbite de 2020 DD a un demi-grand axe de 2,485 ± 0,018 unités astronomiques (371,7 ± 2,7 millions de kilomètres), une excentricité de 0,953 4 ± 0,000 5 et une inclinaison de (2,338 3 ± 0,005 8)°. Son périhélie est à seulement 0,115 68 ± 0,000 36 unité astronomique (17,305 ± 0,054 millions de kilomètres) du Soleil, environ 2,5 fois plus près de ce dernier que le périhélie de Mercure. Son aphélie est à 4,854 ± 0,035 unité astronomique (726,1 ± 5,3 millions de kilomètres) du Soleil. La distance minimale d'intersection de l'orbite terrestre de 2020 DD est de 0,002 888 73 unité astronomique (432 148 kilomètres) et sa distance minimale d'intersection de l'orbite de Jupiter est de 0,417 478 unité astronomique (62,5 millions de kilomètres). Son paramètre de Tisserand par rapport à Jupiter est de 2,511.
L'astéroïde est passé à 0,006 374 3 ± 0,000 024 4 unité astronomique (953 588 ± 3 652 kilomètres) de la Terre le 18 février 2020 à 19 h 9 min 22,96 s TU (± 1,32 secondes). Il est passé ensuite à 0,008 716 8 ± 0,000 024 2 unité astronomique (1 304 017 ± 3 618 kilomètres) de la Lune le même jour à 19 h 45 min 10,43 s TU (± 8,91 secondes).

### Passage près de Jupiter en 2026
L'astéroïde passera à 0,385+0,102
 −0,098 unité astronomique (57,6+15,3
 −14,6 millions de kilomètres) de Jupiter vers le 14 février 2026 (± 8 jours).